# عبدالله بن میمون قداح
عبد اللّه بن میمون از افرادی است که در تاریخ درباره او نظرات مختلف و متضادی گفته شده است. منابع اهل سنّت، شیعیان و اسماعیلیان به صورتی متفاوت از او یاد کرده اند  که دیدگاه‌های گوناگونی از سوی مسلمان درباره او بیان شود، تا جایی که او را از بزرگان تاریخ نام برده اند که آثار اجتماعی اش در ایجاد حوادث و نهضت‌های فکری و اجتماعی دوران بعد از اسلام با نقش کارل مارکس قرن های اخیر قابل مقایسه بوده است.
به نوشته لالانی، عبدلله به عنوان نیای ادعایی اسماعیلیان مشهور بوده است. و چون در خدمت محمد باقر و پسرش جعفر صادق بوده، این مزیت را داشته تا بسیاری از احادیث این دو را مکتوب کند.

## دیدگاه ها

### میمون قداح در منابع اسماعیلی
عبدالله بن میمون قَدّاح چشم‌پزشک، در اهواز خوزستان، از تبار پارسی زاده شد، از غلامان جعفر صادق(ششمین امام شیعیان) بود و در ۸۷۴ - ۸۷۵ م درگذشت.
اسماعیلیه فرقهٴ کوچکی از شیعه بود، که با قبول محمد بن اسماعیل به عنوان هفتمین و آخرین امام کامل و اشتیاق فراوان به تأویل از دیگر فرقه‌ها متمایز می‌شود. این فرقه حدود سال ۸۶۴ میلادی [۲۵۰ ه. ق] به وسیلهٴ عبدالله بن میمون قَدّاح نیروی جنبش تازه‌ای یافت. او در نقاط مختلف، و سرانجام در سَلَمیّه در نزدیکی حمص آوازه‌ای بلند یافت و آنجا را مرکز دعوت خویش قرار داد. فرقه اسماعیلیه تحت رهبری او به نیروی مادی و معنوی عظیمی دست یافت.
مذهب آنان آیینی باطنی بود که بر مطابقت میان عالم اصغر و عالم اکبر و به خواص سری عدد هفت و (تا حدود کمی‌) عدد دوازده تأکید زیادی داشت. بر اثر مساعی داعیان پرشوری، این آیین انتشار وسیعی یافت.

## پدر
پدرش میمون‌بن الاسودالقدّاح، در مکه زندگی می کرده  و در دورۀ  جعفرصادق  وفات یافت. وی از موالی بنی‌مخزوم و از شاگردان محمد باقر  بود و از او چندین جمله نیز روایت کرده است. به نوشته ایوانوف، میمون قداح از ساکنان بانفوذ مکه و عهده دار املاک باقر در این شهر بوده و به نظر می آید به کار تجارت مشغول بوده است.